# طيرو (قرية)
طيرو هي قرية سورية تقع على البحر الأبيض المتوسط في شمال شرق مدينة طرطوس، وشرق مدينة بانياس، وتتبع إداريًّا محافظة طرطوس في شمال غرب سوريا. وتحد قرية طيرو من جهة الشرق قرى بستان الحمام والعنازة، وقرى قدموس وكاف الجاع من جهة الجنوب الشرقي، وقرى القمصية والبيضاء ومتن الساحل من جهة الجنوب.

## الموقع
تبعد قرية طيرو مسافة 3 كيلومترًا عن مدينة بانياس، وتحتل أراضي قرية طيرو هضبتين صغيرتين ترتفعان 250 مترًا فوق مستوى سطح البحر، وقد قسم طريق الأوتوستراد الدولي أراضي القرية إلى قسمين شرقي وغربي يقعان ما بين مدينتي اللاذقية وطرطوس. 

## السكان
غالبية سكان قرية طيرو هم من أتباع الطائفة العلوية. وبلغ عدد سكان قرية طيرو في عام 2004، وفقًا لإحصائيات المكتب المركزي السوري للإحصاء، 838 نسمة.

## المعالم والمزارات السياحية
تضم قرية طيرو ضريحين لأولياء صالحين هما ضريح المخالصة وضريح البراعنة، ويشكل الضريحين مقصدًا لأتباع الطائفة العلوية.

## الأنشطة
تُعتبر الزراعة هي النشاط الرئيسيّ في قرية طيرو، وخاصّة زراعة محاصيل القصب. كانت القرية من أوائل قرى المحافظة التي أدخلت الزراعات المحمية ضمن نشاطها الزراعي.

## الخدمات

### التعليم
تضم قرية طيرو مدرسة قديمة أنشئت في خمسينيات القرن العشرين، وكانت جزءًا من دار صالح عبد الله.

## المناخ
يُعتبر مناخ قرية طيرو مُعتدل نسبيًّا، إذ تبلغ درجة الحرارة المتوسطة في القرية حوالي 18 درجة مئوية، ويُعتبر شهر يوليو (تموز) هو الشهر الأكثر حرارة في القرية خلال العام، حيث تصل درجة الحرارة المتوسطة خلاله في القرية حوالي 28 درجة مئوية، في حين يُعتبر شهر يناير (كانون الثاني) هو الشهر الأكثر برودة في القرية خلال العام، إذ تصل درجة الحرارة المتوسطة خلاله في القرية حوالي 8 درجات مئوية. ويبلغ المُعدل المتوسط لهطول الأمطار في القرية 828 ملم في السنة، ويُعتبر شهر يناير (كانون الثاني) هو الشهر الأكثر رطوبة في القرية خلال العام، حيث يبلغ معدل هطول الأمطار خلاله 182 ملم، بينما يُعتبر أغسطس (آب) هو الشهر الأكثر جفافًا في القرية، إذ يبلغ معدل هطول الأمطار خلاله 1 ملم.